# Detração (teologia)

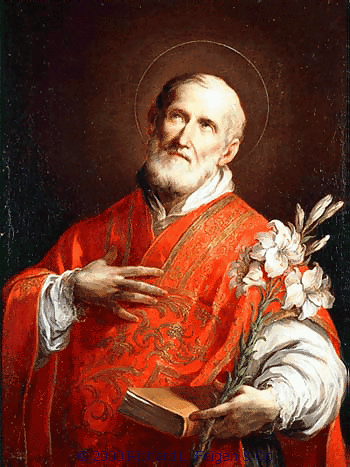
São Filipe Neri comparou a detração a espalhar penas ao vento

Na teologia cristã, a detração é o pecado de revelar as falhas reais de outra pessoa a uma terceira pessoa sem uma razão válida, diminuindo assim a reputação dessa pessoa. Mantém, na Igreja Católica Romana, o status de pecado mortal na perspectiva da teologia moral.

## Distinção de calúnia
A deptração difere do pecado da calúnia e do erro civil da difamação, que geralmente envolvem acusações falsas em vez de verdades pouco lisonjeiras.
A Enciclopédia Católica esclarece:
A difamação é o dano injusto ao bom nome de outro pela revelação de alguma falta ou crime do qual esse outro é realmente culpado ou, de qualquer forma, é seriamente considerado culpado pelo difamador.
Uma diferença importante entre detração e calúnia é imediatamente aparente. O caluniador diz o que sabe ser falso, enquanto o detrator narra o que pelo menos honestamente pensa ser verdade.

## Gravidade
De acordo com J. Delaney da Enciclopédia Católica, "Detração em sentido geral é um pecado mortal, como sendo uma violação da virtude não só da caridade, mas também da justiça. É óbvio, porém, que o objeto da acusação pode ser tão imperceptível ou, tudo considerado, tão pouco capaz de causar dano grave, que a culpa não é considerada mais do que venial. O mesmo julgamento deve ser dado quando, como não raro acontece, houve pouca ou nenhuma advertência ao dano que está sendo feito”.
Como no caso do roubo, a detração é um pecado que exige restituição, embora a reconstrução da reputação da vítima possa ser quase impossível. Uma parábola comumente citada a esse respeito diz respeito a um padre, muitas vezes dito ser Filipe Neri, que deu a uma mulher que confessara espalhar fofocas a penitência de recuperar penas que haviam sido espalhadas pelo vento – uma tarefa tão impossível quanto desfazer o dano que ela feito.

## Controvérsias envolvendo detração
Alguns pensam que os católicos precisam se proteger melhor contra o pecado da detração do que estão atualmente. Em 2011, Seán Patrick O'Malley foi acusado de arriscar uma possível detração quando publicou uma lista de nomes de acusados de abuso entre o clero antes que seus casos canônicos fossem concluídos. O Papa Francisco acusou outros católicos de detração quando criticaram sua nomeação de Juan Barros Madrid.
Do outro lado dessa questão, a contagem da detração como pecado tem sido criticada como “uma espécie de chantagem espiritual”  quando usada aparentemente para silenciar vítimas de abuso. A Diocese Católica Romana de Lincoln citou especificamente a detração entre outras razões pelas quais não participaria do estudo que levou ao Relatório John Jay. A preocupação com o pecado da detração foi apontada como um problema contribuinte no Relatório Murphy, que concluiu: 
Muitas das falhas em relatar comportamentos terríveis do clero podem muito bem ser atribuíveis a um desejo de evitar cometer o pecado da detração.